# Bubanje
Bubanje (cyr. Бубање) – wieś w Czarnogórze, w gminie Berane. W 2011 roku liczyła 181 mieszkańców.